# Fusiforme
Chama-se fusiforme a um objeto ou organismo em forma de fuso (antigo instrumento usado para fiar), ou seja, alongado e com as extremidades mais estreitas que o centro; elipsoide alongado.
Os peixes e muitos outros animais aquáticos, como os golfinhos, têm o corpo fusiforme, que é a forma que melhor reduz a resistência da água aos movimentos.
As aves e outros animais em voo também colocam o seu corpo nesta forma, pelo mesmo motivo. Os aviões, os submarinos e outros objetos que devem deslocar-se dentro dum fluido - água ou ar - também são construídos de forma fusiforme. Nem todas as aves (voo) ou seres vivos aquáticos(água) são fusiformes. Exceções são a raia e a galinha.